# 兵庫城
兵庫城（ひょうごじょう）は、兵庫県神戸市兵庫区中之島（摂津国八部郡兵庫津）周辺にあった日本の城。尼崎藩時代には兵庫陣屋と呼ばれ奉行が置かれ明治時代には兵庫県庁があった。

## 概要
神戸港の西に兵庫港という港がある。兵庫港は江戸時代まで良港として栄えた兵庫津の跡で、また平清盛が遷都とした福原京がある。南北朝時代には戦いの中心となり、また北側には山陽道が通り、海陸の集散地でもあり交通の要衝でもあった。兵庫城が城として機能していたのは戦国時代の短い期間で、江戸時代には陣屋となった。明治時代以降には兵庫湊の大規模な改修や、近代以降の都市化により陣屋の遺構は失われた。

## 沿革

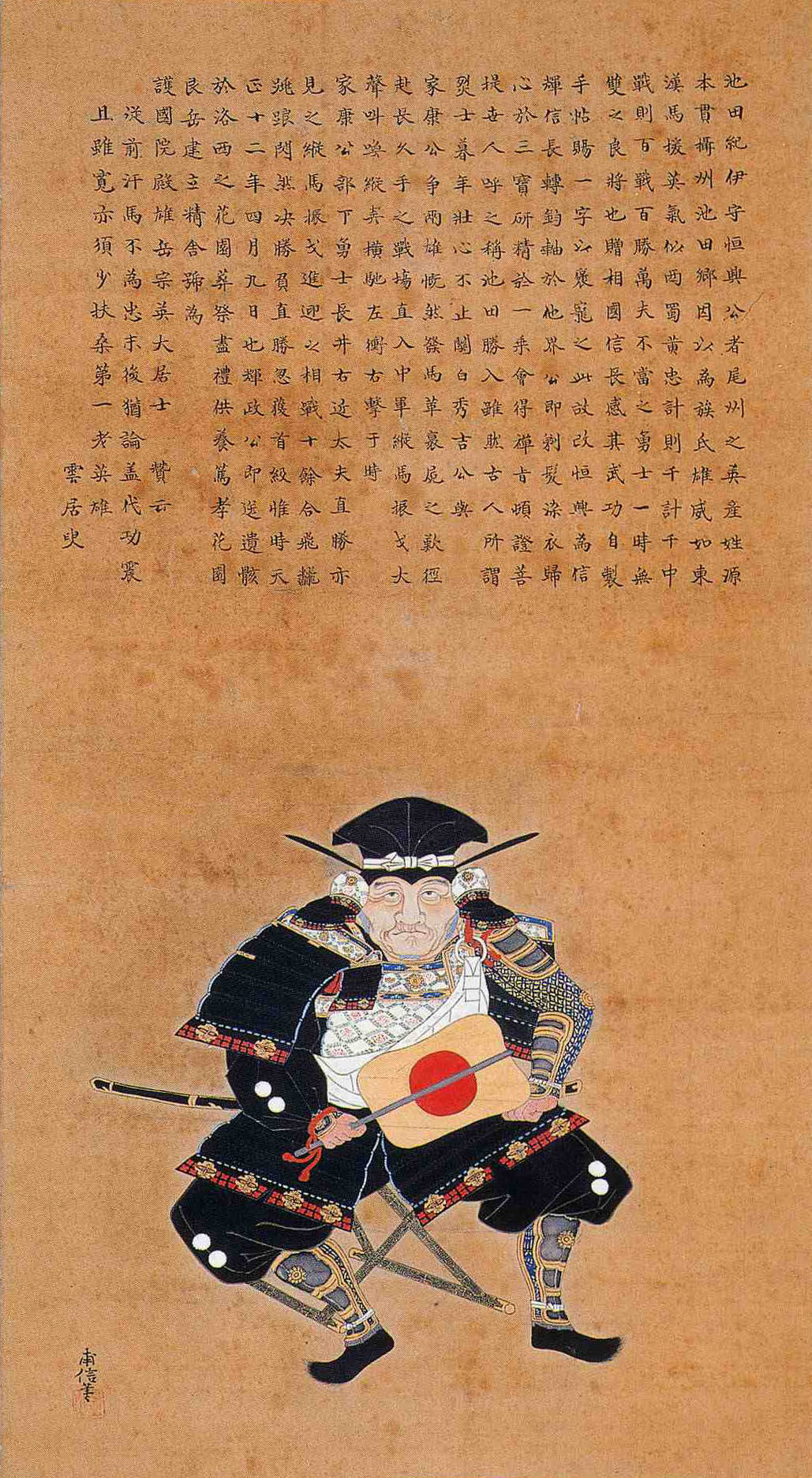
池田恒興像/大阪城天守閣蔵

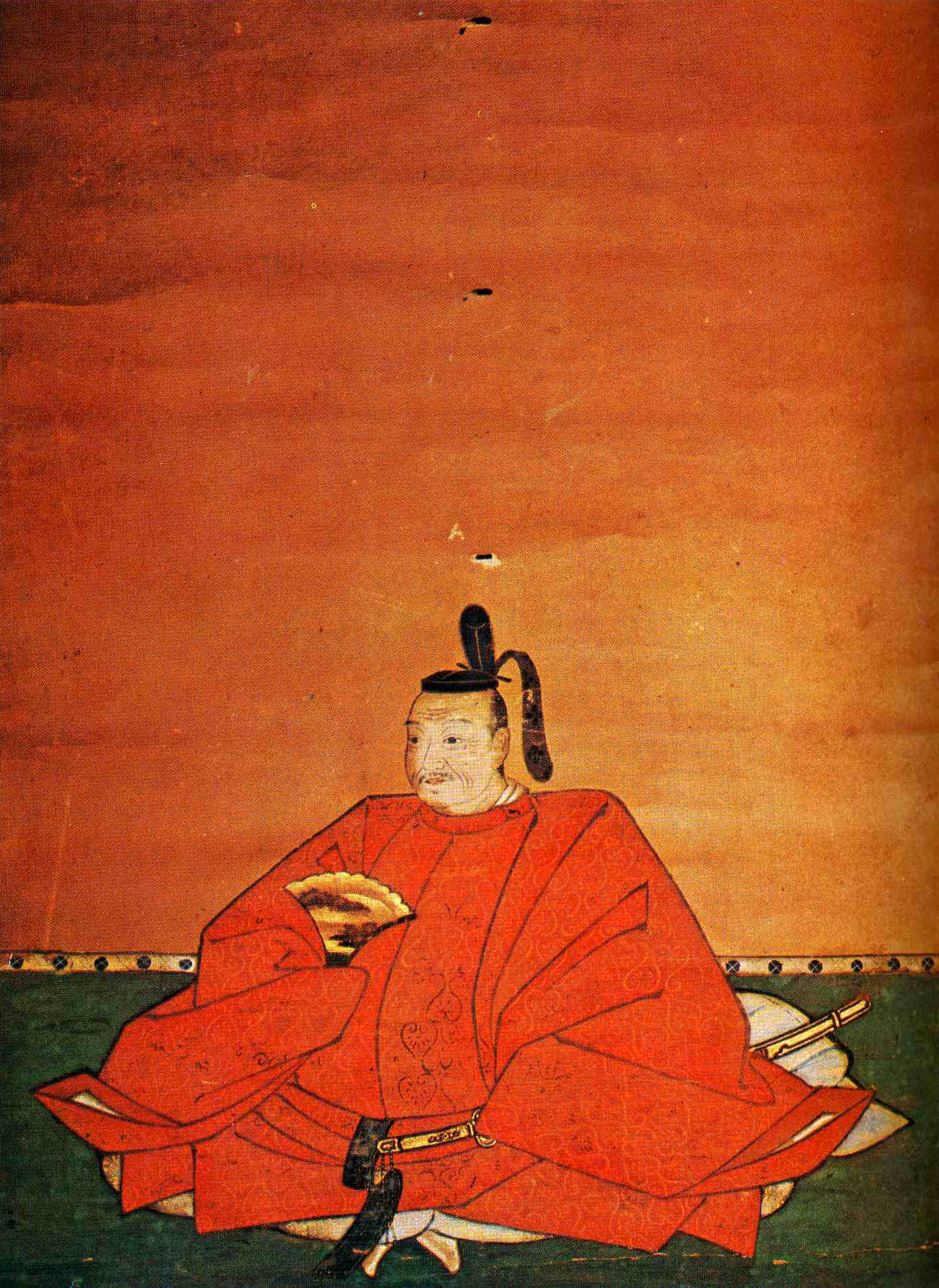
片桐且元像/大和郡山市慈光院所蔵

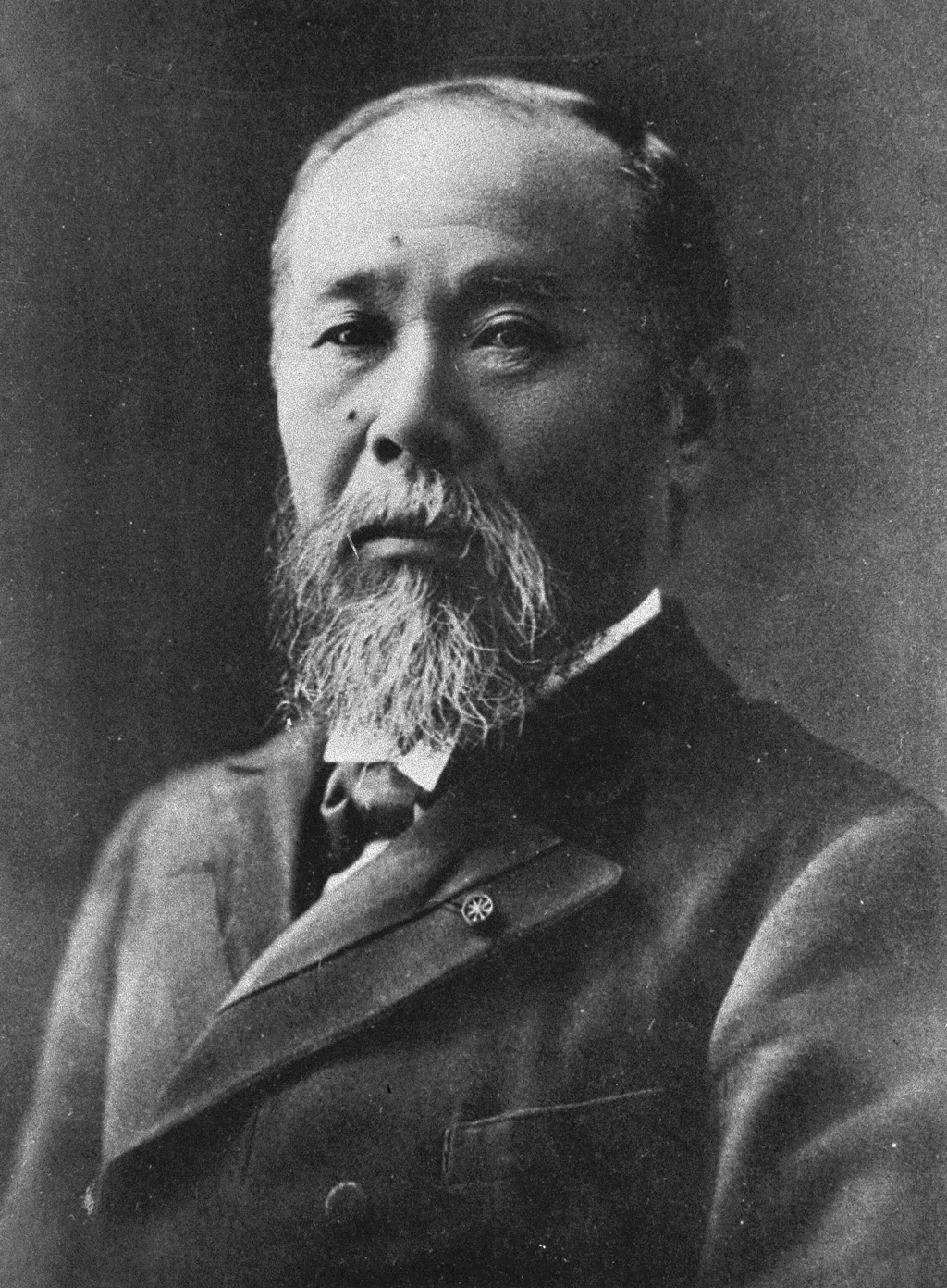
伊藤博文/初代兵庫県知事

天正6年（1578年）11月、有岡城の戦いで荒木村重が突然織田信長に謀反をおこした。その有岡城も落城し荒木村重は花隈城へ逃走し、そこで花隈城の戦いが行われたが、織田信長軍の武将で池田恒興（信輝）・輝政父子により花隈城も落城した。その功により、織田信長より兵庫の地を与えられた。摂津国の大守になった池田恒興は、1581年（天正9年）花隈城には入城せず兵庫津に城を築いた。その時の様子は、「池田信輝此津守領の時、花隈城を毀り、其材石を移してここに築く」（『摂津名所図会』）とある。しかし1583年（天正11年）池田恒興わずか2年で美濃国大垣城に移封され、兵庫城下は豊臣秀吉の直轄地となり片桐且元が代官として入城した。呼称も兵庫城から片桐陣屋と称されていた。1607年（慶長12年）に朝鮮使節がここに招かれており、その日記の中には、「及館主所周以城池門設三重（略）支供官乃秀頼代官片桐主膳」とある事から館の周りには堀があり、三重の門があったことが窺い知れる記載となっている。江戸時代まで朝鮮使節は合計12回実施されるが、その内11回は兵庫津に寄港している。尼崎藩は朝鮮使節の接待役を命じられ、約2年前から準備が始められ、港の整備や宿泊先の手配をしていた。
1615年（元和元年）大坂城落城後は尼崎兵庫津一帯は尼崎藩に組み込まれ兵庫城址には陣屋（兵庫津奉行所）が置かれた。1769年（明和6年）、上知令により兵庫津一帯は天領となった。大坂町奉行が支配することになり、兵庫勤番所と呼ばれた。
明治維新期には勤番所が初代の兵庫県庁となり、伊藤博文が初代知事として赴任した。1873年（明治6年）まで外郭となっていた土塁が残っていたが市街地発展のため取り除かれ、翌1874年（明治7年）に兵庫港が大幅に改修され、兵庫新川運河が出来て、兵庫城跡はなくなってしまった。

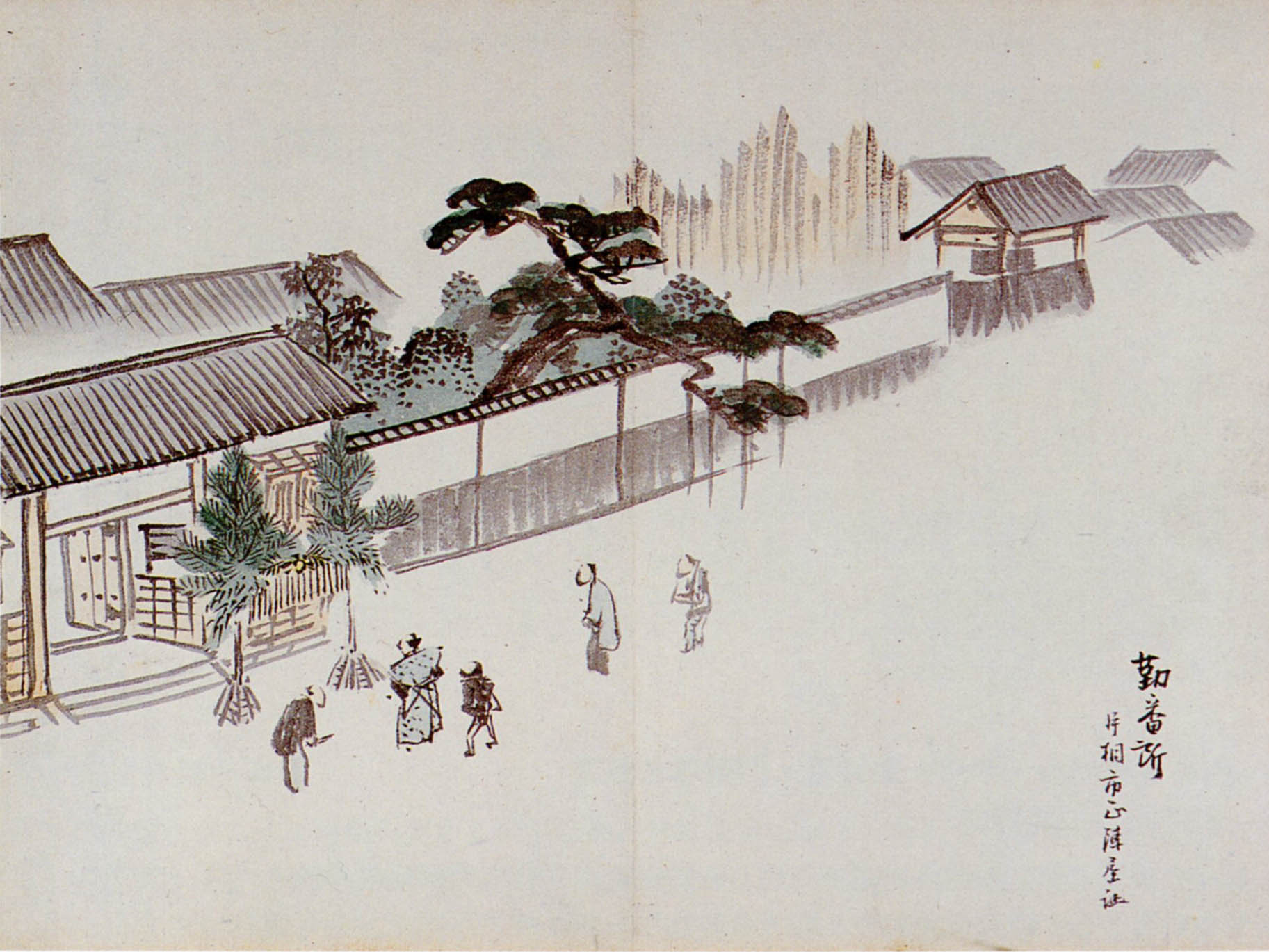
兵庫勤番所（天領時代）/神戸市立中央図書館蔵
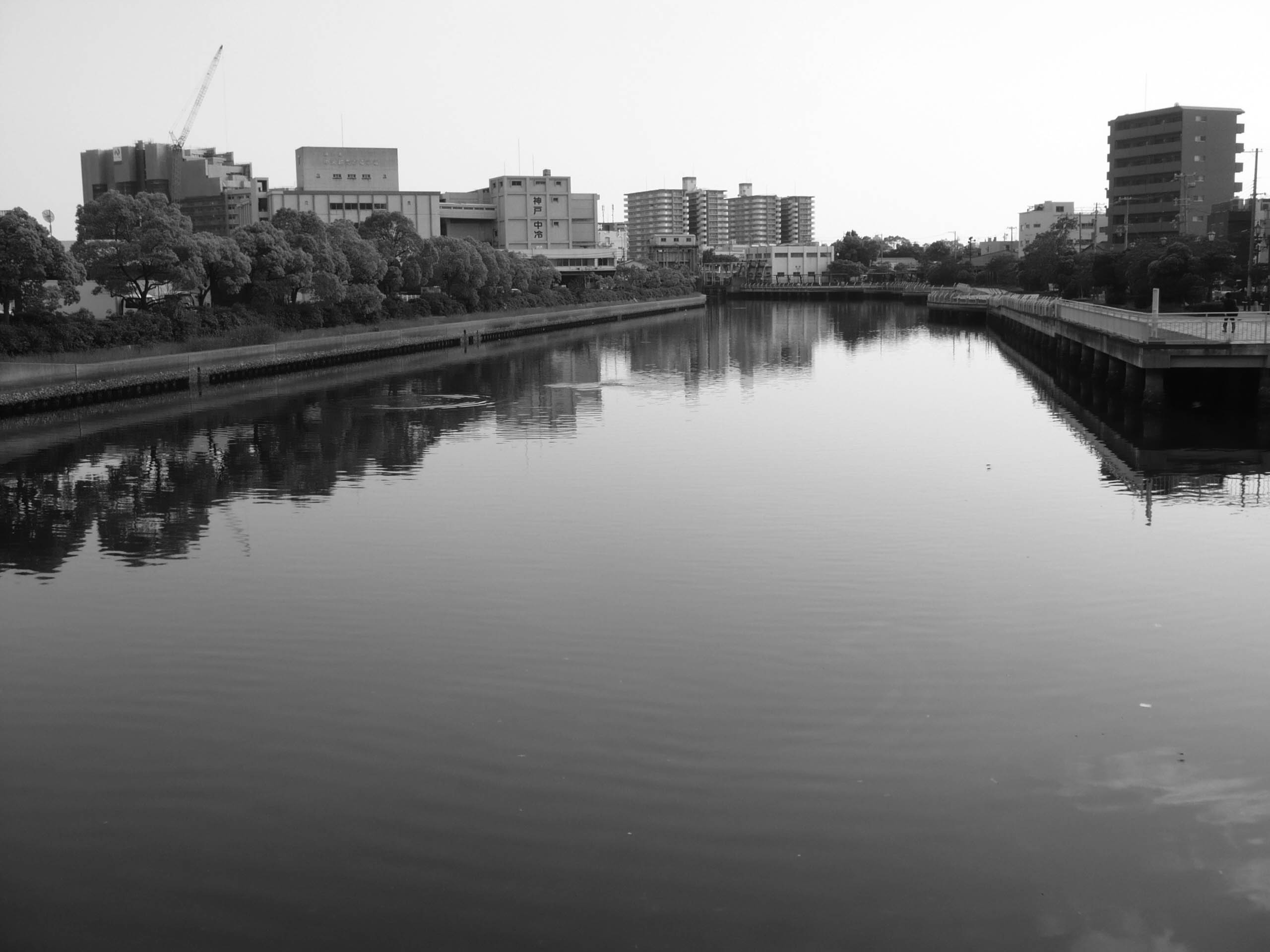
兵庫新川運河

## 城郭

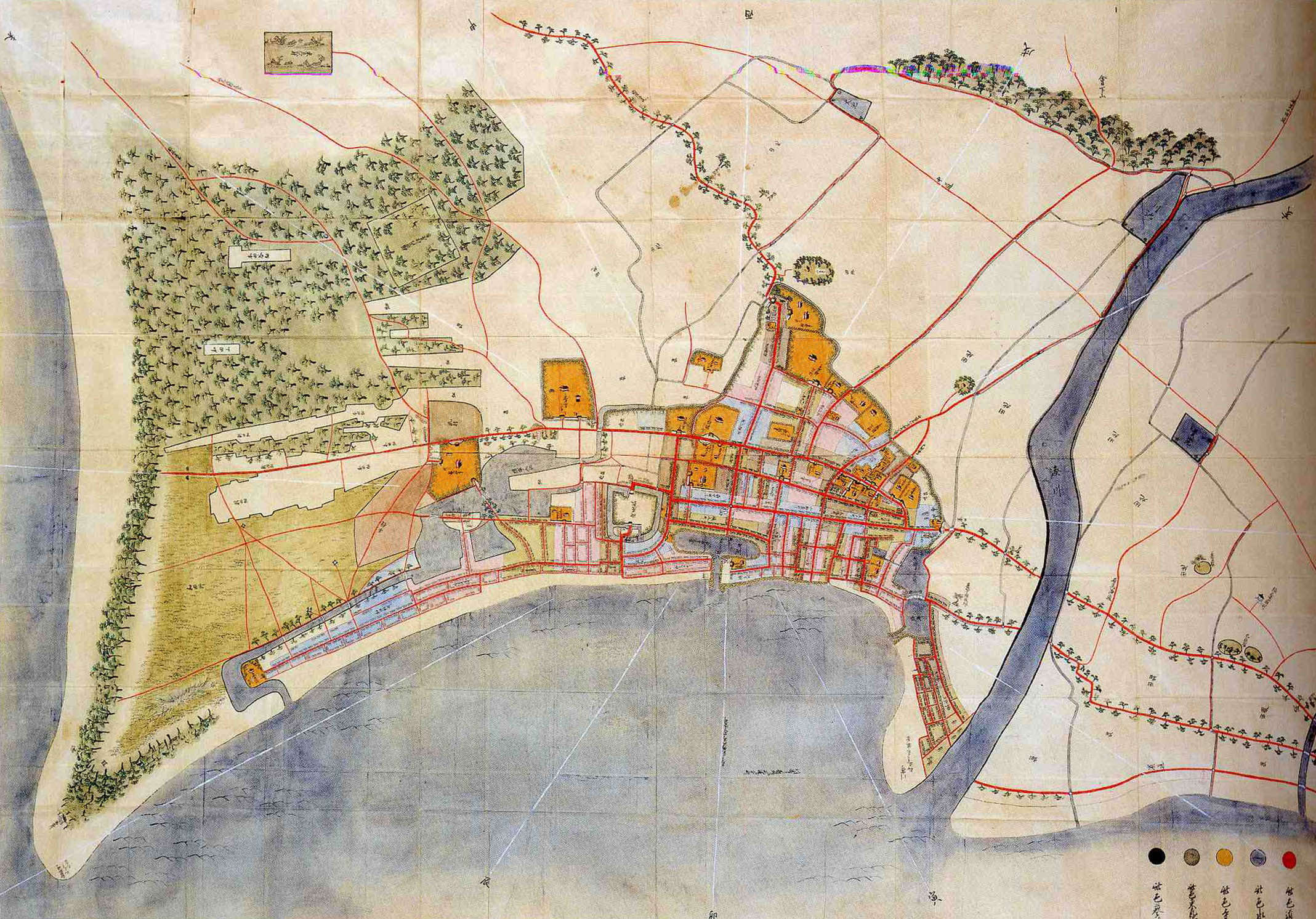
摂州八部郡福原庄兵庫津絵図（右が北）城中枢付近の拡大図

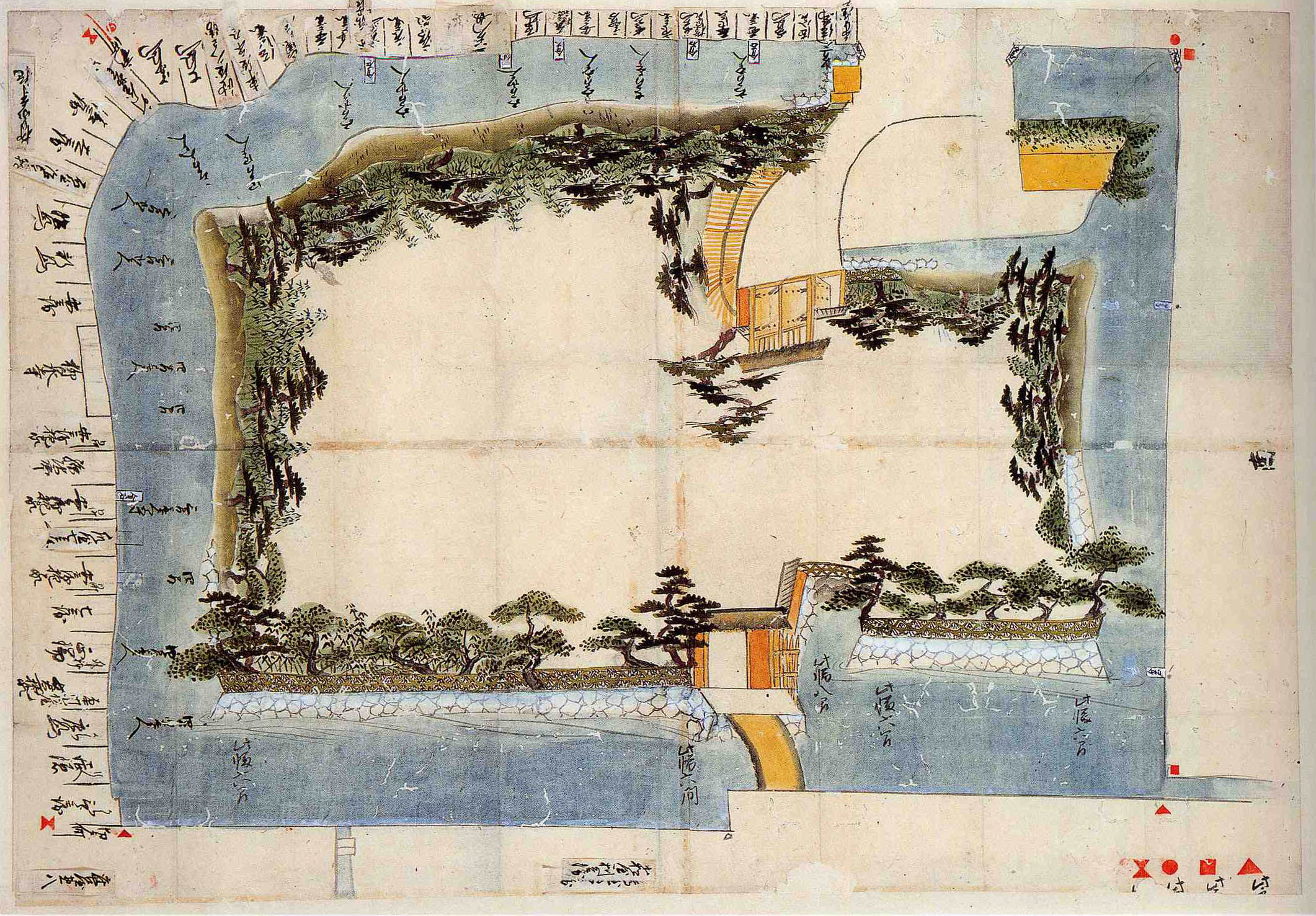
兵庫陣屋絵図（左が北）

兵庫城は、湊川の支流が縦横に走り天然の堀の役目を果たし、前面は港を持つ防御の拠点となった「海城」として整備したものと考えられている。「（一五八一）に花熊城の石材などの一部を用いて天守閣を備えた城を築いた」とあり、天守が備わっていた可能性を指摘している。
兵庫城の入り口柳原総門は兵庫の町の北部、扇の要と言える場所にあり、柳原総門を包み込むように、福海寺が配置され枡形を構成している。
『摂州八部郡福原庄兵庫津絵図』によると絵図の中央に堀で囲まれた「御屋敷」があり、本丸跡ではないかと考えられ140m2の広さがあった。堀の幅は3mで、野面積みの石垣と土塁で防備していたと推定されていたが、2012年8月の遺構発掘で場所によって9-18mの幅があったと確認された。城の北側には城下町が形成されており、御同筋には多くの社寺が配置され寺町となっていた。兵庫津の全体として南北2.7km、東西700mからなる城塞都市であった。

### 発掘調査
兵庫城跡は新川運河の下敷きとなったが、町屋は数次にわたる発掘調査が行われており、奈良時代-江戸時代にかけた遺構、遺物が数多く発見している。幕末には約2万人が暮らし、持ち家が4968軒、借家が2450軒、合計7418軒の家数が確認できる。町屋は絵図などに見られる間口が狭く奥行きが深い短冊型の建物跡が数多く発掘された。
遺物に関しては、土人形、土錘、硯、煙管、釣針、箸、下駄などバリエーションの広い出土物が発掘された。また出土時期として、兵庫城築城期から幕末期に比例して数量的に急増傾向にある。これら出土状況から、兵庫城築城が同地域を大きく発展させたと考えられている。出土物としては、備前磁器が相対的に多いが、それ以外の地域の出土物が見られ、「兵庫津が単に都市（消費地）というだけでなく、物流の拠点であったこともうかがえる」と指摘されている。
2012年8月1日、神戸市中央卸売市場跡地への店舗出店における汚染土壌除去作業中に石垣や馬出跡、堀跡が発見され、4日には現地説明会が行われた。これまで、戦国期の兵庫城の城郭遺構は発見されておらず、この発見が初となる。後世の掘削や改変が見られるものの石垣の作りや転用石が使われている事、堀幅も場所によって約9-18mであったことが確認された。
2014年2月から2015年3月までの発掘調査では、天守台跡とみられる遺構を発見した。天守台の石垣は約18メートル×約4メートルが確認され、天守が存在したとすれば、11メートル×13メートル程度だろうと推察されている。また、石垣は二重構造となっており、底に「胴木」と呼ぶ木材を敷き、重圧による天守の沈下を防ぐ築城技術「胴木組」を採用したとみられる、9本の胴木も見つかった。織田信長が考案したとされるこの技術の遺構は、本城が国内最古級だという。ほか、全長222メートル・最大幅約18.5メートルの外堀と、全長69メートル・最大幅16.8メートルの内堀が並ぶ「複郭構造」も確認され、堀の間に二の丸があった事も判明した。遺跡はイオンモール神戸南の地下に保存されている。
2022年に兵庫県立兵庫津ミュージアムが開館し、兵庫陣屋が復元された。

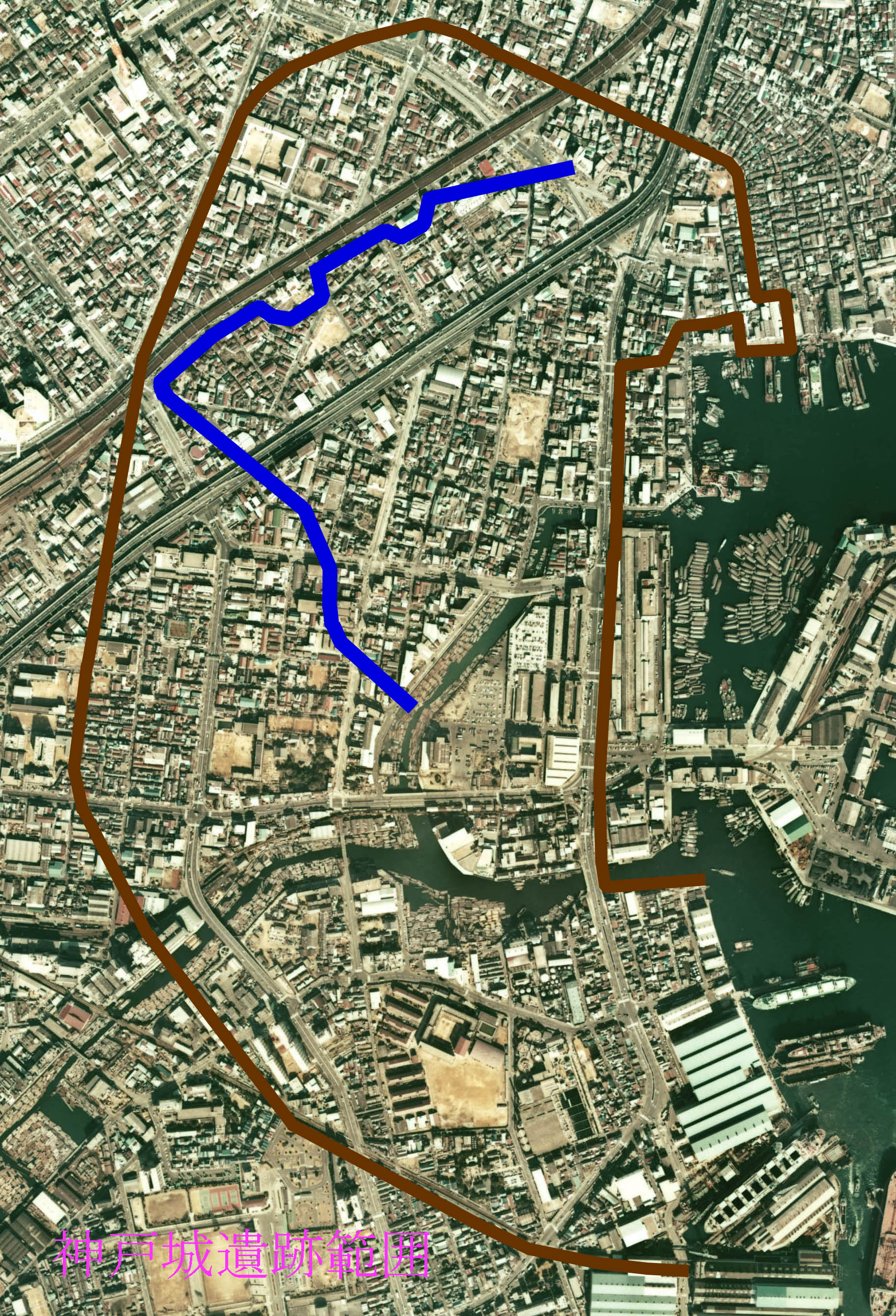
兵庫津推定地/国土交通省 国土地理院 地図・空中写真閲覧サービスの空中写真を基に作成
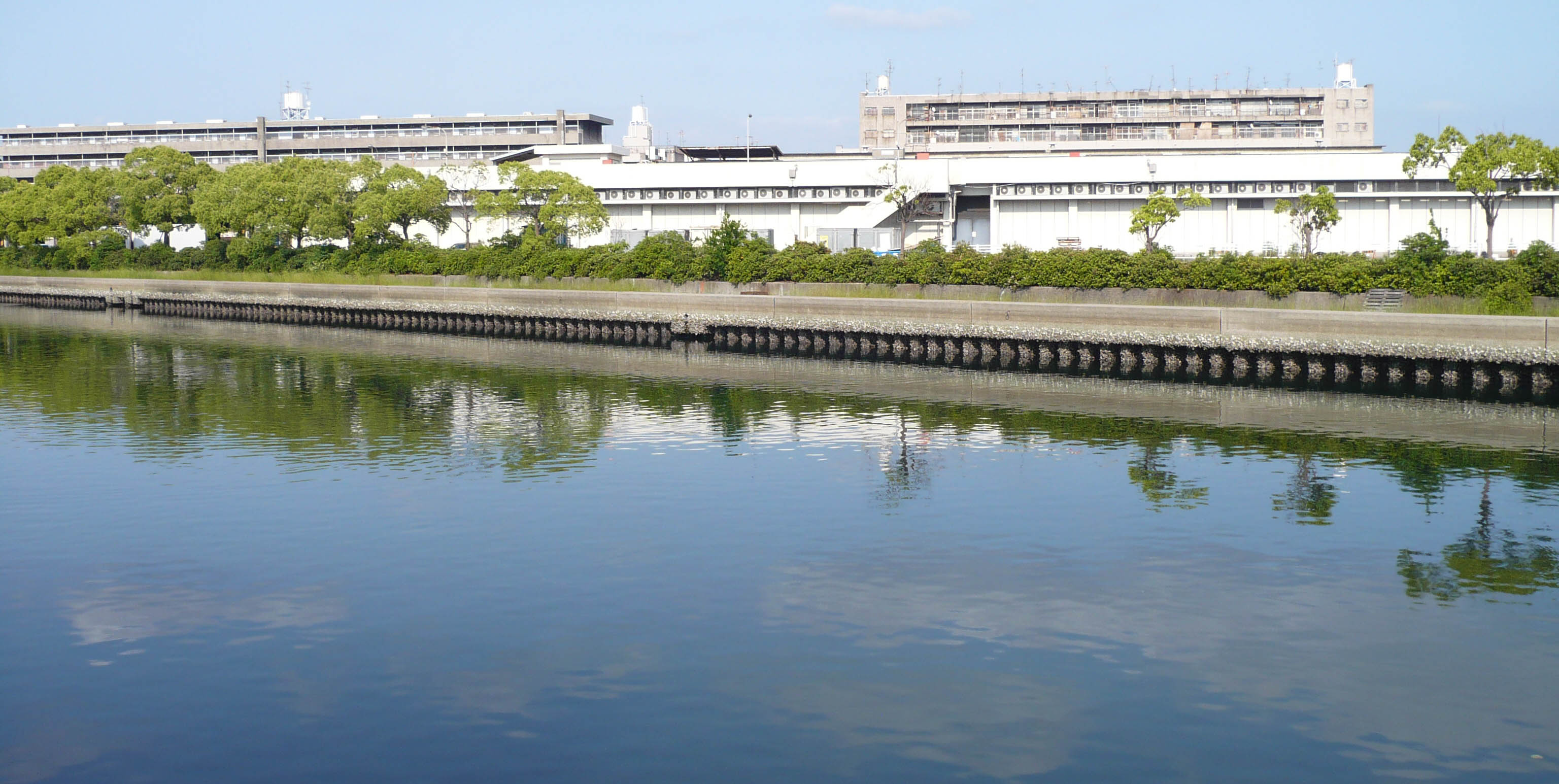
新川運河
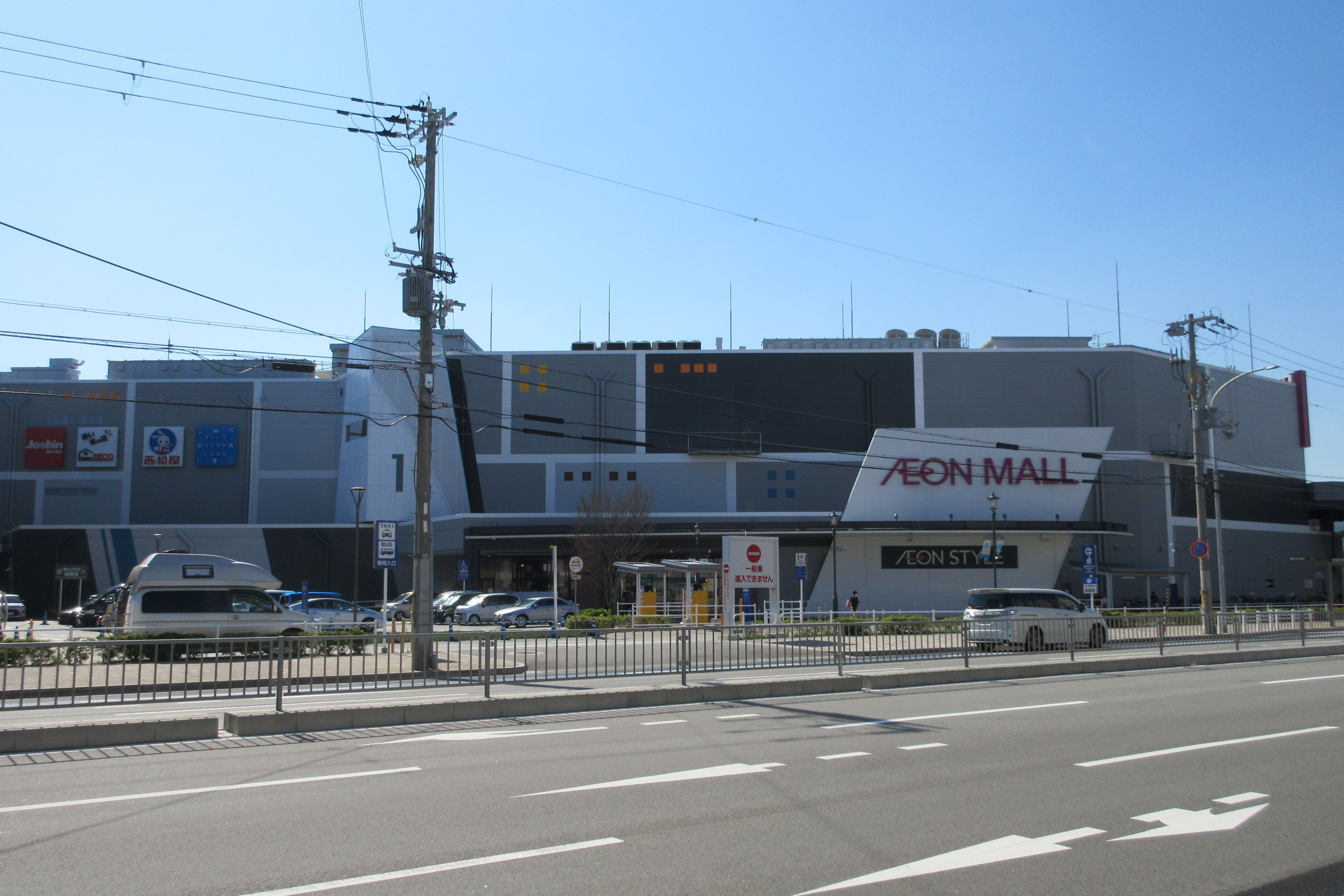
イオンモール神戸南（兵庫陣屋跡地）
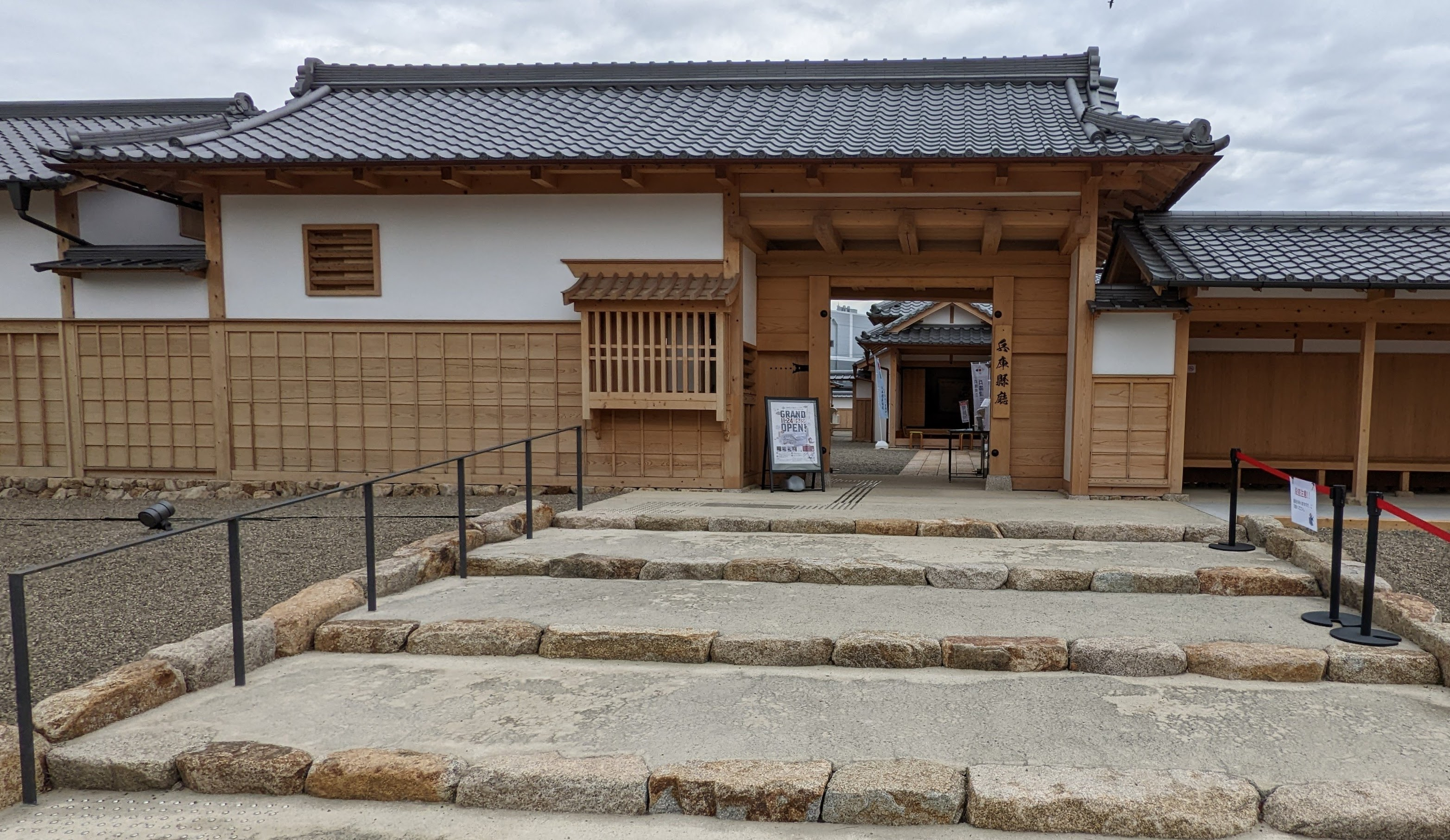
復元された兵庫陣屋（初代兵庫県庁）

## 城跡へのアクセス
- 電車でのアクセス
  - 神戸市営地下鉄　海岸線　中央市場前駅　→　徒歩約3分
- 車でのアクセス
  - 阪神高速道路　3号神戸線　柳原出入口　→　国道2号　→　周辺に有料駐車場有